# コタコタ
コタコタはマラウイのコタコタ県の都市である。
人口は約2万人（1998年）である。

## 地理
マラウイ湖沿いに位置している。

## 歴史
かつては奴隷貿易が盛んに行われ、19世紀半ばにはアラブ系の奴隷商人ジュンベがこの地に拠点を設けた。リヴィングストンが奴隷貿易の停止を求めて交渉したが失敗に終わっている。イギリスの植民地支配を経て1964年にマラウイが独立すると、マラウイに属した。初代大統領となるヘイスティングス・カムズ・バンダは、独立前の1960年にこの町で政治集会を開催した。